# آلان باور
آلان باور (بالفرنسية: Alain Bauer)‏ هو عالم جريمة فرنسي، ولد في 8 مايو 1962 في باريس في فرنسا.